# Diaphoropeza peruviana
Diaphoropeza peruviana là một loài ruồi trong họ Tachinidae.